# Самсон (Алабама)
Самсон (англ. Samson) — місто (англ. city) в США, в окрузі Женіва штату Алабама. Населення — 1874 особи (2020).

## Географія
Самсон розташований за координатами 31°6′45″ пн. ш. 86°2′48″ зх. д. / 31.11250° пн. ш. 86.04667° зх. д. (31.112417, -86.046735).  За даними Бюро перепису населення США в 2010 році місто мало площу 9,40 км², з яких 9,37 км² — суходіл та 0,02 км² — водойми.

## Демографія
Згідно з переписом 2010 року, у місті мешкало 1940 осіб у 814 домогосподарствах у складі 513 родин. Густота населення становила 206 осіб/км².  Було 968 помешкань (103/км²).
Расовий склад населення:
| - 73,3 % — білих - 17,9 % — чорних або афроамериканців - 1,1 % — корінних американців - 0,4 % — азіатів - 5,2 % — осіб інших рас |

До двох чи більше рас належало 2,1 %. Частка іспаномовних становила 8,3 % від усіх жителів.
За віковим діапазоном населення розподілялося таким чином: 24,6 % — особи молодші 18 років, 59,0 % — особи у віці 18—64 років, 16,4 % — особи у віці 65 років та старші. Медіана віку мешканця становила 38,1 року. На 100 осіб жіночої статі у місті припадало 90,0 чоловіків;  на 100 жінок у віці від 18 років та старших — 85,8 чоловіків також старших 18 років.
Середній дохід на одне домашнє господарство  становив 31 883 долари США (медіана — 22 556), а середній дохід на одну сім'ю — 37 634 долари (медіана — 27 837). Медіана доходів становила 27 727 доларів для чоловіків та 25 357 доларів для жінок. За межею бідності перебувало 39,6 % осіб, у тому числі 57,0 % дітей у віці до 18 років та 20,9 % осіб у віці 65 років та старших.
Цивільне працевлаштоване населення становило 607 осіб. Основні галузі зайнятості: сільське господарство, лісництво, риболовля — 15,3 %, освіта, охорона здоров'я та соціальна допомога — 13,5 %, виробництво — 13,0 %.